# Kai Warras
Kai Jorma Rafael Warras (till 1935 Wikman), född 31 mars 1917 i Helsingfors, död där 19 september 2006, var en finländsk generalsekreterare.
Warras blev student 1935, genomgick kadettskola 1943, avlade högre rättsexamen 1947 och blev vicehäradshövding 1949. Han anställdes 1945 vid Finlands Röda Kors och var 1956–1985 organisationens generalsekreterare. Han byggde på 1950-talet upp ett nät av lokalorganisationer och utvecklade frivilligverksamheten som generalsekreterare. Han innehade ett stort antal förtroendeuppdrag inom den sociala sektorn, även på det internationella planet. Han blev politices hedersdoktor 1980.